# 白左
白左（はくさ、中国語: 白左; 拼音: báizuǒ、中国語標準音の発音：[pǎɪ.tswɔ̀]、文字通り「白い左翼」の意）とは、西洋のリベラル派や左翼派、特に難民問題や社会問題に関連して言及する際に使用される中国語の侮蔑的な新語である。また、純真に道徳的だと認識される人々を嘲笑する目的で一般的に使用される。この用語は2010年代に生まれ、それ以来、移民問題に対する過度の寛容さを批判する中国のナショナリストや、ドナルド・トランプの反移民政策に賛同するネットユーザーによってより頻繁に使用されるようになった。この用語はアメリカの保守派によっても英語で使用され始めている。

## 語源
この言葉は、中国語の2つの形態素、白（bái、「白い」）と左（zuǒ、「左」）で構成されている。この言葉は最も一般的にその文字通りの意味で使用されるが、時に愚かな（白痴）リベラルを意味することもある。この言葉は中国のネットユーザーから生まれたと考えられている。『南方都市報』の記事はさらに踏み込んで、この用語が2010年の記事「西洋の『白左』と中国の『愛国的科学者』の偽りの道徳性」に由来すると述べている。この記事は人人網ユーザーの李碩が執筆したもので、1949年以前に中国に来て中国共産主義革命を支援した外国の左翼青年たちを、共産主義に同情的であったと風刺している一方、チェンチェン・チャンは、この用語が2015年頃にさかのぼると考えている。欧州の難民危機とアメリカの右翼ポピュリズムの台頭により、中国のネットユーザーが西洋の左翼とリベラルの見解を批判する中で、この用語が人気を博したという。チャンは知乎上の数百の関連する回答の共通点を要約し、「白左」を偽善的な人道主義者であると非難している。彼らは「自身の道徳的優越感を満足させるためだけに」平和と平等を主張し、移民、マイノリティ、LGBT権利などのトピックにしか関心がなく、多文化主義のためにイスラム教の「退行的価値観」を容認し、怠惰な人々を容認する代償として福祉国家を支持し、「無知で傲慢な西洋人」で「世界の残りの部分を哀れみ、自分たちを救世主だと考えている」と批判している。
この用語の当初の人気は、いくつかの調査によると、海外の中国人コミュニティ、特にハイテク業界の従事者や小規模事業主に起因するとされている。デラウェア州立大学の世界史教授で、「グローバルな文脈における近現代中国史」を研究対象とするインホン・チェンは、この用語の普及は人道的平等に関する教育の欠如の結果であり、西洋での苦労の多い生活経験から、宗教、ジェンダー、セクシュアリティ、家族に関する新しい概念や教義に不快感や敵意さえ感じていることが原因だと主張している。分析を通じて、この用語の3つの意味が特定されている。一つの意味は、中国人が認識するグローバルな人種階層における人種的区別を表している。また二つ目の意味は、人種的な他者が人種の裏切り者として識別されている。そして三つ目の意味は、中国を含む発展した文明に破壊的な影響を与えると認識されている人々のグループを指し、中国のナショナリストは左翼が文明に与えると考えられる被害に対して、グローバルな右翼の側に立たなければならないとしている。また、この用語は別の用語、聖母（簡体字: 圣母; 繁体字: 聖母; 拼音: shèngmǔ）とも関連しており、これは移民に同情的だと認識される政治的意見を持つ人々を指す。これらの言葉は英語の「リブタード」のような言葉と類似しているが、同時に中国人の古典的な西洋文化観も部分的に包含している。

## 使用法

### 2015年欧州移民危機

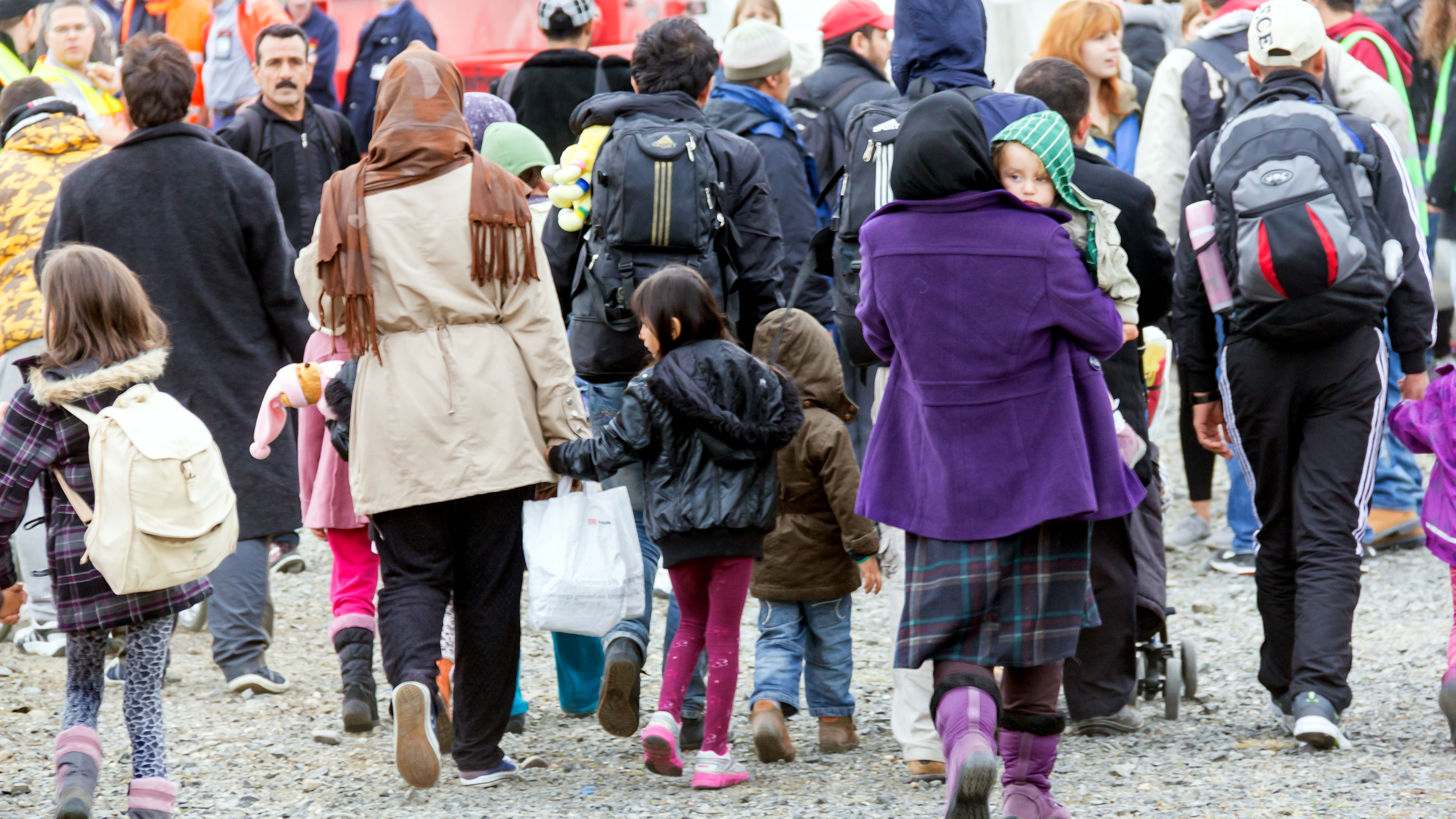
欧州移民危機は中国のネットユーザーの間で激しい議論を巻き起こし、「白左」という言葉の使用も増加した。

この用語は2015年の欧州における移民危機に関連するトピックでしばしば登場し、難民の扱いに対して過度に寛容であるとして欧州の政治家を非難する際によく使用される。アラン・クルディの死後、ハンガリーで足止めされていた難民を受け入れるためにオーストリアとドイツが国境を開放する決定を称賛する声もあった一方で、同様に多くの人々がこれを混乱に繋がると非難した。そしてその後の大晦日の性的暴行事件は、中国のネットユーザーが欧州の「白左」イデオロギーのせいだと非難し、農夫と蛇の寓話に例える確かな証拠とみなされた。2016年半ばのアムネスティ・インターナショナルのアンケートでは、中国人の94パーセントが難民の受け入れに前向きであることを示したが、2015年半ばには既に、ある微博のブロガーが、難民に対する穏健な政策のため、微博上でメルケルやその他の「左翼」政治家を嘲笑することが「政治的に正しい」と観察していた。アムネスティ・インターナショナルの調査結果は激しい反応を引き起こし、その後の『環球時報』の世論調査では、インターネットユーザーの90.3パーセントが難民の受け入れを望んでいないことが示された。これを受けて『環球時報』は、アムネスティ・インターナショナルの調査を「怪しい」であり、「国民の間に政府に対する敵対心をあおろうとする試み」だと呼んだ。
2017年6月20日の世界難民の日には、中国初のUNHCR親善大使であるヤオ・チェンが北京でチャリティーイベントを開催し、映画『ウェルカム・トゥ・レフュジースタン』を上映した。同日、国連人権事務所がこのイベントを祝して新浪微博に投稿し、中国の公式メディアも支持を表明した。しかし、多くのネットユーザーが反対の声を上げ、この取り組みは中国に難民受け入れを迫る方法だと考え、一部では中国の一部の地域で難民キャンプの建設が既に始まっているという噂も流れた。6月22日、広東省の共産主義青年団が同様のアンケートを作成し、ネットユーザーに中国政府が中東の難民を受け入れることを支持するかどうかを尋ねたところ、今回は約0.5パーセントのみが支持すると回答した。6月23日、中国の王毅外相はジブラーン・バッシールレバノン外相との会談で、難民は移民ではなく、最終的に全員が母国に帰還すると強調した。6月26日、ヤオは謝罪し、王の見解に同意を表明した。
この用語とともに、いくつかのナショナリスト的な語りがオンライン上で観察されている。その中には西洋の右派ポピュリズムと同一のものもあり、移民の導入が多数派民族集団の置換につながるという信念、反エリート主義、主流メディアの論調への反対、アイデンティタリアニズム、国家の復興、ネイティビズム、社会ダーウィニズム、プラグマティズムなどが含まれる。この用語はこれらの考えを結びつける重要な修辞的装置として使用されている。中国のネットユーザーは、アメリカと西洋からの介入がシリア内戦を引き起こし、難民危機の原因となったというナラティブを採用しており、難民問題に関して西洋諸国の偽善を非難している。さらに、中国で実施された一人っ子政策のため、移民の導入は、少なくとも想像の中で、多数派民族集団を置き換える行為としてより捉えられやすい。

### ドナルド・トランプ2016年大統領選挙キャンペーン
ドナルド・トランプは2015年にアメリカ大統領選への立候補を表明した。彼の右翼的な選挙戦略は、中国のナショナリストだけでなく、多くの中国のリベラル派にも訴求力があった。ナショナリストにとって、トランプのポピュリスト的で反移民的なキャンペーンは魅力的だったが、その訴求力はアメリカのリベラリズム、あるいはリベラル民主主義そのものへの反対としての性格が強いとも指摘されている。時間の経過とともに、この用語は人種に焦点を当てるのではなく、バラク・オバマのような類似の政策を支持する人々を描写するために使用されるようになった。中国のリベラル派、少なくともその一部にとって、トランプの中国に対する強硬さと保守主義は魅力的であり、彼らは類似の保守的な考えを用いて中国にリベラルな民主主義システムを促進したいと考えている。トランプを支持するリベラル派も批判するリベラル派も、文化大革命や大躍進のような事例を引き合いに出して左翼全般を批判し、アメリカの左翼も同様にアメリカでこれらを引き起こすと信じている。前者は、南部連合記念碑の撤去を四旧の破壊と、ブラック・ライヴズ・マター活動家を紅衛兵と、MeTooを大字報や闘争集会と同一視する。彼らはこれらの類推を通じて、「白左」がアメリカに破壊をもたらしているという結論を導き出す。一方、後者はトランプのポピュリズムを毛沢東主義と結びつける。
2015年の欧州移民危機の際と同様に、アメリカの右翼ポピュリズムへの支持も中国のプラグマティズムの結果として捉えられている。ナショナリストにとって、この用語の使用は中国の台頭と競争意識の表現を伴っている。リベラルな知識人にとって、「白左」批判とトランプ称賛は、彼らの非ナショナリスト的感情と親市場的感情も表している。

### アメリカの保守派による使用
中国でこの用語が人気を博して以来、アメリカの保守派、特にナショナリスト的保守派もこの用語を使用し始めた。著名な保守派のタッカー・カールソンとロッド・ドレハーは、この用語を使ってアメリカの左翼とリベラルの考えを批判している。2020年3月、カールソンは彼のテレビ番組でこの用語を紹介し、ドレハーは「白左主義」を「白人左翼政府」を表す言葉として使用した。この用語の使用は、アメリカの右翼の一部の態度の変化を体現していると描写されており、彼らは今や中国に対する賞賛を表明し、中国がリベラル寄りのアメリカに勝ると信じている。アメリカの保守派がこの用語を誤用し、中国民族主義と「地政学的ダーウィニズム」に関する議論を無視しているという主張もある。

### 使用における自由放任主義
この用語には人種差別的要素の可能性があるにもかかわらず、その使用は中国政府による検閲の対象となっていないようである。これは、中国のインターネット上でサイバー・ナショナリズムの感覚の発展に寄与するためかもしれない。チャン・チェンチェンは、この自由放任主義が、民主主義政治の結果として西洋が分裂し衰退していると描写する議論に対する政府の寛容さ、さらには奨励によるものだと考えている。彼女は、これは政府がネットユーザーに人権問題に関して西洋の政治家を偽善的で利己的だと描写させたいということを意味すると述べている。

## 関連文献
- Mair, Victor (2017年5月17日). “"White left" — a Chinese calque in English”. Language Log（英語版）.  University of Pennsylvania. 2017年5月21日時点のオリジナルよりアーカイブ。2020年5月1日閲覧。
- Mair, Victor (2021年3月22日). “"White left" — a Chinese calque in English, part 2”. Language Log（英語版）.  University of Pennsylvania. 2023年4月20日閲覧。
- Zhang, Chenchen (24 April 2024). “Race, gender, and Occidentalism in global reactionary discourses” (英語). Review of International Studies（英語版）:  1–23. doi:10.1017/S0260210524000299. ISSN 0260-2105 2024年5月25日閲覧。.